# 清水雅彦 (憲法学者)
清水 雅彦（しみず まさひこ、1966年- ）は、日本の憲法学者、日本体育大学教授。専門は憲法学。九条の会世話人、戦争をさせない1000人委員会事務局長代行。

## 人物・来歴
兵庫県尼崎市生まれ。神奈川県立茅ケ崎北陵高等学校卒業。1990年明治大学法学部卒業。明治大学大学院法学研究科博士後期課程公法学専攻単位取得満期退学。明治大学や和光大学の非常勤講師、2005年明治大学軍縮平和研究所特別研究員、法政大学ボアソナード記念現代法研究所客員研究員を経て、2008年札幌学院大学法学部教授、2011年日本体育大学スポーツマネジメント学部教授。
生活安全条例の制定を、 警察比例の原則と警察消極目的の原則と警察公共の原則が共に緩められると批判している。

## 著書

### 単著
- 『治安政策としての「安全・安心まちづくり」：監視と管理の招牌』社会評論社、2007年4月
- 『憲法を変えて「戦争のボタン」を押しますか?：「自民党憲法改正草案」の問題点』高文研、2013年8月
- 『9条改憲：48の論点』高文研、2019年10月
- 『憲法改正と戦争：52の論点』高文研、2023年3月
- 『憲法入門：法・歴史・社会をつなぐ』大月書店、2024年3月

### 共著・編著・分担執筆
- 『国家と自由の法理』（担当範囲「環境権理論についての一考察：科学的環境権理論の構築に向けて」）啓文社、1996年5月
- 『カンボジアPKO違憲訴訟』（担当範囲「憲法裁判としての意義」）緑風出版、1998年6月
- 『憲法理論叢書⑥国際化のなかの分権と統合』（担当範囲「統合の手段としての日本のODAと憲法の平和主義」)、敬文堂、1998年10月
- 『日本の学術行政と大学』（担当範囲「スウェーデンにおける高等教育改革の動向」)、東京教学社、2002年3月
- 『戦争する国へ有事法制のシナリオ』（担当範囲「8－地方自治体には何が強制されるのですか？」「9－指定公共機関には何が強制されるのですか？」「11－有事法制で市民の生活はどうなるの？ その②『国民保護法制』で国民を統制する!?」)、旬報社、2002年11月
- 『有事法制のシナリオ』渡辺浩,三輪隆, 小沢隆一編. 旬報社、2002年11月
- 『住基ネットと監視社会』（担当範囲「『生活安全条例』の展開と問題点」)、日本評論社、2003年8月
- 『JUAA選書第13巻 大学と法―高等教育50判例の検討を通して』（担当範囲「学生論文を一方的に改変して学内誌に掲載することの違法性」)、大学基準協会、2004年1月
- 『生活安全条例とは何か』（担当範囲「なぜこのような条例が制定されてきているのですか？」「ほかに憲法上どのような問題がありますか？」「条例制定を批判して問題は解決するのですか？」「社会と世界のうごきから見る『生活安全条例』」)、現代人文社、2005年2月
- 『かわりやすい法学・憲法』（担当範囲「子ども教育」「日本の安全と平和」)、文化書房博文社、2005年3月
- 『財政法講座 第1巻 財政法の基本課題』（担当範囲「国際社会と国家財政」)、勁草書房、2005年5月
- 『憲法理論叢書⑬“危機の時代„と憲法』（担当範囲「『安全・安心』イデオロギーと統治の『危機』―治安政策に焦点をあててー」)、敬文堂、2005年10月
- 『いまなぜ憲法改正国民投票法なのか』（担当範囲「6 国民投票運動と広報を考える ①市民の運動は規制されるのか」)、蒼天社、2006年3月
- 『超監視社会と自由』（担当範囲「警察・政府の『テロ対策』」)、花伝社、2006年4月
- 『クローズアップ憲法』小沢隆一編,中里見博,塚田哲之,多田一路,植松健一共著、法律文化社、2008年4月。→2012年に第2版[7]、2017年に第3版発行[8]。
- 『わかりやすい憲法』（担当範囲「天皇制」「平和主義」「教育を受ける権利」「憲法改正」)、文化書房博文社、2008年4月
- 『「改憲」異論⑤ 住民自治・地方分権と改憲』（担当範囲「『有事法制』『国民保護法制』と地方自治・住民の権利」)、現代企画室、2008年8月
- 『札幌学院大学総合研究所BOOK LET① 今日の日本社会と人権』（担当範囲「新自由主義改革・貧困問題を憲法学からどう考えるか」)、札幌学院大学、2009年3月
- 『平和と憲法の現在：軍事によらない平和の探求』（担当範囲「軍事と治安の融合化―警察及び政府の『テロ対策』を中心に」）西田書店、2009年4月
- 『法政大学現代法研究所叢書31 市民的自由とメディアの現在』（担当範囲「治安政策とマスメディア ―『安全・安心まちづくり』を手がかりに」）法政大学出版局、2010年2月
- 『財政法叢書26 国公有財産の管理』（担当範囲「国公有地売却・公社民営化の憲法政治的考察」）全国会計職員協会、2010年3月
- 『憲法と現実政治』（担当範囲「『安全・安心』と憲法」）本の泉社、2010年5月
- 『憲法入門』（担当範囲「天皇制」「平和主義」「教育を李受ける権利」「憲法改正」）文化書房博文社、2011年4月
- 『平和への権利を世界にー国連宣言実現の動向と運動－』かもがわ出版、2011年5月
- 『アイヌモシリと平和 〈北海道〉を平和学する！』法律文化社、2012年9月
- 『現代社会再考』（担当範囲「強まる監視と管理、何が問題なのか」）水曜社、2013年1月
- 『憲法から考える実名犯罪報道』（担当範囲「2部第2章『安全・安心社会』とマスメディア」）現代人文社、2013年5月
- 『21世紀のグローバル・ファシズム－侵略戦争と暗黒社会を許さないために－』（担当範囲「日本国憲法の平和的生存権－戦争と暴力に抗する手段として－」）耕文社、2013年12月
- 『秘密保護法は何をねらうか：何が秘密?それは秘密です』（担当範囲「はじめに」「憲法の諸原理を否定する秘密保護法」）臺宏士,半田滋共著、高文研、2013年12月
- 『安倍改憲と自治体』（担当範囲「秘密保護法と地方自治体・地方公務員」）自治体研究社、2014年5月
- 『すぐにわかる 集団的自衛権ってなに？』（担当範囲「集団的自衛権にはどんな法律が関係しますか？」「あとがき やっぱりダメでしょう。」）七つ森書館、2014年6月
- 『憲法未来予想図 16のストーリーと48のキーワードで学ぶ』（担当範囲「格差社会をもたらす新自由主義改革 経済的自由・生存権」「戦争の放棄からさらに構造的暴力の解消へ 平和主義」）現代人文社、2014年8月
- 『いまこそ知りたい平和への権利 48のQ&A 戦争のない世界・人間の安全保障を実現するために』（担当範囲「Q4 消極的平和とはなんですか？」「Q40 日本の憲法研究者は平和の問題をどのように考えてきたのですか？」）合同出版、2014年10月
- 『秘密保護法から「戦争する国」へ』（担当範囲「序章 秘密保護法とは」）右崎正博,豊崎七絵, 村井敏邦, 渡辺治共編、旬報社、2014年10月
- 『マイナンバー制度：番号管理から住民を守る』（担当範囲「第2部 マイナンバー制度を取り巻く監視と管理：全体状況から考える」）白石孝共著. 自治体研究社、2015年4月
- 『すぐにわかる 戦争法＝安保法制ってなに？』（担当範囲「グレーゾーンって、なに？」「集団的自衛権が行使されると？」）七つ森書館、2015年7月
- 『東アジアに平和の海を━立場のちがいを乗り越えて』彩流社、2015年12月
- 『平和と安全保障を考える事典』（担当範囲「国家秘密保護法制」「通信傍受法」「特定秘密保護法」）法律文化社、2016年3月
- 『コンパス21vol.19 アベ政治を許さない』（担当範囲「アベ政治による憲法と自由、民主主義の破壊」）コンパス21刊行委員会、2016年3月
- 『これでいいのか！ 日本の民主主義 失言・名言から読み解く憲法』（担当範囲「失言・暴言⑨ たいていの憲法学者より私は考えてきた（高村正彦自民党副総裁・2015年6月11日）」「名言⑩ マイナンバー制度自体が、プライバシー等に対する高い危険性を有している（日弁連会長声明・2015年9月9日）」）現代人文社、2016年5月
- 『孤立し漂流する社会を生きる私』七つ森書館、2016年6月
- 『新福祉国家構想５ 日米安保と戦争法に代わる選択肢 憲法を実現する平和の構想』（担当範囲「第Ⅱ部第5章 憲法研究者の平和構想の展開と変貌」）大月書店、2016年10月
- 『日本の民主教育2016―教育研究全国集会2016報告集』大月書店、2016年12月
- 『緊急事態条項で暮らし・社会はどうなるか 「お試し改憲」を許すな』（担当範囲「1 自民党『日本国憲法改正草案』と緊急事態条項」「6 緊急事態条項と安保法制（戦争法）」「13 緊急事態条項と警察・自衛隊」）現代人文社、2017年5月
- 『コミュニティ事典』（担当範囲「生活安全条例と地域社会」）春風社、2017年7月
- 『憲法の思想と発展：浦田一郎先生古稀記念』信山社、2017年8月
- 『公文書は誰のものか？：公文書管理について考えるための入門書』（担当範囲「自民党改憲案と公文書管理」）現代人文社、2019年4月
- 『安倍改憲をあばく』（担当範囲「9条『加憲』がもたらすもの」）永山茂樹,水島朝穂, 五百蔵洋一, 高田健共著,社会民主党憲法改悪阻止闘争本部編、東方出版、2019年6月
- 『改正改憲手続法（国民投票法）と改憲問題』（担当範囲「第4章 自民党改憲4項目案の問題点」）フォーラム平和・人権・環境、2021年8月
- 『令和から共和へ：天皇制不要論』（担当範囲「憲法から考える天皇制」）堀内哲:編著、同時代社、2022年3月
- 『平和学事典』（担当範囲「戦争と秘密」）丸善出版、2023年6月
- 『憲法を取り戻す 私たちの立憲主義再入門』（担当範囲「第2章 法の支配と立憲主義を考える：安倍国葬の憲法論」）三一書房、2025年4月
- 『改憲問題Q&A 2025』（担当範囲「Q9 改憲政党は自民党だけですか。野党からもさまざまの改憲論が出されていませんか。」「Q22 日本を守るため、他国以上に強力な武力を持つ必要がありませんか。」）地平社、2025年4月

## 論文
- CiNii 清水雅彦
- 清水雅彦 - researchmap